# Gonophora femorata
Gonophora femorata es una especie de insecto coleóptero de la familia Chrysomelidae. Fue descrita en 1913 por Weise.